# Alouatta ululata
Alouatta ululata  (лат.) — примат из семейства паукообразных обезьян.

## Таксономия
Считался подвидом краснорукого ревуна или даже его синонимом. В 2006 году был выделен в отдельный вид.

## Описание
Самцы чёрные, ступни и кисти рук, бока туловища, а также кончик хвоста красноватого цвета. Цвет шерсти самок желтовато-коричневый, с серым налётом, что придаёт им оливковый оттенок.

## Распространение
Распространён на северо-восточном побережье Бразилии в трёх штатах: Мараньян, Сеара и Пиауи. Ареал фрагментирован и плохо изучен.

## Статус популяции
Международный союз охраны природы присвоил этому виду охранный статус «вымирающий» (англ. Endangered). Численность популяции невысока, при этом виду угрожает охота и уничтожение среды обитания. Считается, что в дикой природе осталось менее 2500 взрослых особей.